# 1972-1975 The Complete Studio Collection
1972-1975 The Complete Studio Collection è un album raccolta di Franco Califano, pubblicato nel 2013 dalla Warner Music Italia.

## Tracce
CD 1
1. 'N attimo de vita
2. Un ricamo ner core
3. Gratta gratta amico mio
4. 'N contadino nun deve ave' pretese
5. Zitta, nun parlà
6. Ma che serata è...
7. N'bastardo
8. Quattro regine quattro re
9. Semo gente de borgata
10. L'urtimo amico va via
11. Beata te, te dormi
12. 'Mbriacate de sole
13. Teneramente
14. Oltre ad amare te
15. Mi vuoi sposare
16. Dove il cane mio vorrà
17. Un libro d'autore
18. Roma e settembre
19. Ma che piagni a ffa' (traccia bonus)

CD 2
1. Fesso proprio no
2. L'evidenza dell'autunno
3. Che immensa donna
4. Si nun ce fossi tu
5. Tua madre
6. Quando sarai vecchia
7. Ok papà
8. Io me 'mbriaco
9. Poeta saltimbanco
10. Devo dormire
11. Malinconico tango
12. Prima di settembre
13. Secondo me, l'amore... (So' distrutto)
14. Felici noi
15. Domani che ne so
16. Notti d'agosto
17. Eri mia
18. È la malinconia